# 三叶崖豆藤
三叶崖豆藤（学名：Millettia unijuga）是豆科崖豆藤属的植物。分布于越南以及中国大陆的云南等地，生长于海拔800米的地区，多生长于山坡杂木林中，目前尚未由人工引种栽培。